# Teoria calórica
Teoria calórica é uma teoria científica obsoleta que supunha a existência de um fluido invisível e inodoro, chamado calórico, que todos os corpos conteriam em quantidades determinadas em sua composição, que era denominado como o causador das alterações de temperatura até metade do século XIX. Quanto maior fosse a temperatura de um corpo, maior seria a sua quantidade de calórico, limitada, para cada corpo, a uma quantidade finita.